# Dryadites concolor
Dryadites concolor is een keversoort uit de familie zwamkevers (Endomychidae). De wetenschappelijke naam van de soort werd in 1937 gepubliceerd door Gilbert John Arrow.